# Ellen Wellmann
Ellen Wellmann (Müglitztal, 28 juni 1948 – Ingelheim am Rhein, 7 oktober 2023) was een atleet uit Duitsland.
Op de Olympische Zomerspelen van 1972 nam Wellmann onder haar meisjesnaam Ellen Tittel deel aan de 1500 meter.
Op de Olympische Zomerspelen van Montreal in 1976 nam Wellmann wederom deel aan de 1500 meter. Ze eindigde als zevende in de finale.
In 1971 loopt Wellmann in Sittard een nieuw wereldrecord op de Engelse mijl.
Wellmann overleed in oktober 2023 op 75-jarige leeftijd.